# جيرالد غاريك كونينغهام
جيرالد غاريك كونينغهام (بالإنجليزية: Gerald Garrick Cunningham)‏ هو مؤرخ ومصور نيوزيلندي، ولد في 1945 في دنيدن في نيوزيلندا.